# Viktor Sarris
Viktor Sarris (* 1. Dezember 1939 in Köln) ist ein emeritierter Professor für Psychologie, insbesondere Allgemeine Psychologie an der Johann Wolfgang Goethe-Universität Frankfurt am Main. Seine Schwerpunkte sind die Psychophysik und Wahrnehmungspsychologie sowie Geschichte der Psychologie.

## Leben
Sarris studierte ab 1959 Psychologie, Psychiatrie und Philosophie am den Universitäten Hamburg und Freiburg im Breisgau. Dies schloss er 1965 als Diplom-Psychologe ab. Er wurde 1966 über die Psychophysik und die Adaptationsniveautheorie an der Universität Hamburg zum Dr. phil. promoviert und 1970 an der Universität Düsseldorf über Wahrnehmung und Urteil: Bezugssysteme in der Psychophysik habilitiert.
Sarris ist der Sohn des Tierpsychologen und Pädagogen Emanuel Georg Sarris (1899–1971) und der Erziehungswissenschaftlerin Irmgard Sarris (1917–2015). 
Er lehrte an der Universität Düsseldorf (1971–1972) und der J. W. Goethe-Universität auf dem Max-Wertheimer-Lehrstuhl für Psychologie (1973–2005). Rufe an die Universitäten Mainz (1970), Hagen (1976) und Greifswald (1992, Gründungsprofessur) lehnte er ab. 
In seinen Arbeiten beschäftigte er sich hauptsächlich mit der Psychologischen Methodenlehre, Psychophysik bei Mensch und Tier, Wahrnehmungspsychologie und Psychologiegeschichte. Dabei hat er genauer die Kognitive Psychophysik („relational psychophysics“) auf verschiedenen Altersstufen bei Mensch und Tier erforscht. Er publizierte auch Arbeiten über das Leben und Werk von Max Wertheimer und Wolfgang Köhler in Deutschland und in den USA.

## Werke (Auswahl)
- Wahrnehmung und Urteil. Göttingen, 1971/1975.
- (mit A. Parducci (Hrsg.)): Perspectives in Psychological Experimentation: Toward the Year 2000. Hillsdale, NJ, 1984 (Deutsche Übersetzung: 1987, 2. Aufl.).
- Experimentalpsychologisches Praktikum (3 Bde.). Weinheim, 1985; Lengerich, 1995 (2. Aufl.).
- Methodologische Grundlagen der experimentellen Psychologie (2 Bde.). München, 1990 & 1992.
- (mit S. Reiß): Kurzer Leitfaden der experimentellen Psychologie. München, 2005/2012.
- Relational Psychophysics in Humans and Animals: A Comparative-Developmental Approach. London, 2006.
- Bridging the gap between Gestalt psychology and psychophysics. In K. Noguchi (Ed.), Tokyo, 2007.
- Relational psychophysics: Messages from Ebbinghaus´ and Wertheimer´s work. Philosophical Psychology, 23, 207–216.
- Max Wertheimer in Frankfurt and thereafter. In L. Spillmann (Ed.), Cambridge, Mass, 2012.